# Désiré (acteur)
Pour les articles homonymes, voir Désiré.
Scènes principales
Bouffes-Parisiens
Amable Courtecuisse dit Désiré est un comédien et chanteur français né à Lille (Nord) le 21 février 1823 et mort le 7 septembre 1873,, à Courbevoie (Seine).

## Biographie
Né de père inconnu et d'une mère cuisinière à Lille, il suivit une formation de bassonniste au conservatoire de Lille avant de se produire à partir de 1845 comme chanteur à l'étranger (Belgique, Pays-Bas) puis en province. C'est à Marseille que Jacques Offenbach le découvrit et lui proposa un engagement aux Bouffes-Parisiens. Il y fit ses débuts dans Vent-du-Soir ou l'Horrible Festin, le 16 mai 1857.
Son exubérance et son sens de l'à-propos lui gagnèrent rapidement les faveurs du public et Offenbach lui confia donc des rôles importants dans la plupart de ses créations, avec Léonce pour partenaire favori :
- Pigeonneau dans Une demoiselle en loterie (27 juillet 1857)
- Mme Madou dans Mesdames de la Halle (3 mars 1858)
- Dig-dig dans La Chatte métamorphosée en femme (19 avril 1858)
- Jupiter dans Orphée aux Enfers (21 octobre 1858)
- Grétry dans Le Musicien de l'avenir (5 juin 1859)
- Golo dans Geneviève de Brabant (19 novembre 1859)
- Mardi-Gras, Sidi-Mouffetard, Géméa, Grétry et un Invalide dans Le Carnaval des revues (10 février 1860)
- Pan dans Daphnis et Chloé (27 mars 1860)
- Maître Fortunio dans La Chanson de Fortunio (5 janvier 1861)
- Cornarino Cornarini dans Le Pont des Soupirs (23 mars 1861)
- Choufleuri dans Monsieur Choufleur restera chez lui le… (14 septembre 1861)
- Le marquis de la Ragotinière dans Le Roman comique (10 décembre 1861)
- Adolphe Dunanan dans Le Voyage de MM. Dunanan père et fils (22 mars 1862)
- Fritzchen dans Lischen et Fritzchen (5 janvier 1863)
- Crisrobal dans Les Bavards (20 février 1863)
- Bertolucci dans Signor Fagotto (18 janvier 1864)
- Jol-Hiddin dans Les Géorgiennes (16 mars 1864)
- Cabochon dans Jeanne qui pleure et Jean qui rit (3 novembre 1865)
- Vautendon dans Les Bergers (11 décembre 1865)
- Cabriolo dans La Princesse de Trébizonde (7 décembre 1868)
- Rafaël dans La Diva (22 mars 1869)
- Balabrelock dans Boule-de-Neige (14 décembre 1871)

Mais aussi :
- Le marquis de Criquebœuf dans L'Omelette à la Follembuche de Léo Delibes (8 juin 1859)
- Van Croquesec dans Le Serpent à plumes de Léo Delibes (16 décembre 1864)
- Ducornet dans L'Écossais de Chatou de Léo Delibes (16 janvier 1869)
- Raab dans La Timbale d'argent de Léon Vasseur (9 avril 1872)
- La Petite Reine (9 janvier 1873)

Profitant d'un changement de direction, il tenta sa chance entre 1867 et 1868 au théâtre du Palais-Royal, à la Renaissance, aux Nouveautés (Sganarelle dans La Statue du Commandeur) et à l'Athénée (Fleur-de-Thé de Charles Lecocq), avant de rentrer au bercail. La maladie - très vraisemblablement la goutte étant donné son penchant marqué pour la boisson - le contraignit néanmoins à quitter la scène au début de l'année 1873. Il mourut  le 7 septembre, à cinquante et un ans, dans sa maison de Courbevoie. Une foule considérable, comprenant le tout-Paris théâtral (dont Ludovic Halévy, Hector Crémieux, Charles Lecocq, Jean Berthelier, Léonce, Hyacinthe, Anna Judic, Thérésa, etc.), assista à ses obsèques le 10 septembre,.